# Sisyranthus randii
Sisyranthus randii är en oleanderväxtart som beskrevs av Spencer Le Marchant Moore. Sisyranthus randii ingår i släktet Sisyranthus och familjen oleanderväxter. Inga underarter finns listade i Catalogue of Life.